# みけおう
みけおう（2月14日 - ）は、日本の女性
漫画家・イラストレーター、ゲームの原画家。北海道出身・在住。血液型はB型。所属はフリー。
「PINK CHUCHU」（ピンク チュチュ）という同人サークルを主宰する。同人活動においては、主に一般向けの二次創作をはじめ、自身が担当した作品のフルカラーイラスト本や同人漫画作品『サナリカ』の発行を行っている。

## 経歴
幼稚園に通っていた頃から絵を描く習慣があった。専門学校で3DCGなどを学び、卒業後デザイン会社に就職。2000年に会社を退職。同時期に彼女の同人誌がある編集者の目に留まったことから、アンソロジー集に収録されるイラストや漫画作品の執筆を始める。2002年『Ripple 〜ブルーシールへようこそっ〜』（戯画）でアダルトゲームの原画家としてデビュー。2004年に誕生したアダルトゲームブランド「ま〜まれぇど」の処女作『こんねこ』でメイン原画を担当、以降同社の看板原画家として活動。

## 人物
ペンネームのみけおうは飼い猫の名前のもじり。好きな物はアザラシ、カピバラ、猫。自画像には白いアザラシを用いている。小さい頃は『なかよし』・『りぼん』といった少女漫画雑誌の愛読者で、魔女っ子物のアニメの愛好者。
自身の絵に大きな影響を与えた人物にLeafの原画家であるみつみ美里、甘露樹と天広直人を挙げている。『FESTA!! -HYPER GIRLS POP-』のメイン原画を担当した萩原音泉とはイラストレーターになる前からの知り合いである。

## 作品リスト

### 原画
商業作品
- Ripple 〜ブルーシールへようこそっ〜（戯画）一部原画
- AQUA BLUE（戯画）一部原画
- Stay 〜あなたのとなりに〜 (ocarina) 一部原画
- こんねこ（ま〜まれぇど）[10]
- みらろま（ま〜まれぇど）[11]
- FESTA!! -HYPER GIRLS POP- (Lass) 一部原画[12]
- リリカル♪りりっく（ま〜まれぇど）一部原画[13]
- リリカルDS（ま〜まれぇど）一部原画
- キスと魔王と紅茶（ま〜まれぇど）一部原画[14]
- なないろ航路 (Journey) 一部原画[15]
- 真夏の夜の雪物語 -MIDSUMMER SNOW NIGHT- (EX-ONE)[16]
- 真夏の小さな恋物語 -MIDSUMMER SNOW NIGHT FAN DISK- (EX-ONE)
- ROOT√DOUBLE Before Crime * After Days（イエティ）[17]
- ヒメゴト・マスカレイド 〜お嬢様たちの戯れ〜（エスクード）[18]
- D.C.III P.P. 〜ダ・カーポIII プラチナパートナー〜（CIRCUS）[19]
- D.C.II Dearest Marriage 〜ダ・カーポII〜 ディアレストマリッジ (CIRCUS)[20]
- D.C.III With You 〜ダ・カーポIII〜 ウィズユー
- 姫様LOVEライフ! (Princess Sugar)[21]
- フォーリンラブ×4tune（エスクード）
- QUINTUPLE☆SPLASH (Parasol)
- よめがみ My Sweet Goddess! (ALcot)
- 姫様LOVEライフ! -もーっと! イチャイチャ☆ぱらだいす!- (Princess Sugar)
- DolphinBlade -ドルフィンブレード- (Island Belle)
- D.C.III Dream Days ～ダ・カーポIII～ ドリームデイズ (CIRCUS)
- あくまで、これは～の物語 (Azurite)
- 姫と乙女のヤキモチ★LOVE (Princess Sugar)
- 恋嵐スピリッチュ (Parasol)
- 姫と乙女のヤキモチLOVE -きらめき夏物語!- (Princess Sugar)
- プリンセス☆シスターズ! ～四姉妹は全員あなたの許嫁～ (Princess Sugar)

同人作品
- 百五十年目の魔法使い (PINK CHUCHU)[22]

### 挿絵
- フランス書院刊
  - かてきよ!（文：河里一伸、美少女文庫）
  - こいまほ いもうとは魔法少女（文：河里一伸、美少女文庫）
  - いもうとレッスンここは 乙女の園（文：山口昇一、美少女文庫）
  - お姉さんはサンタクロース!（文：わかつきひかる、美少女文庫）
  - 捨てメイド拾いました（文：みかづき紅月、美少女文庫）
  - お嬢様がお買い上げ 振り袖彼女はご主人様で恋のドレイ（文：わかつきひかる、美少女文庫）
  - 日ノ本の巫女（文：わかつきひかる、美少女文庫）
- パラダイムノベル
  - 超昂天使エスカレイヤー（文：雑賀匡、パラダイム）
- エンターブレイン
  - 萌え占い
  - おつかいブレイド 黒騎士物語（『マジキュー』連載、文：小池倫太郎）
  - D.C.P.C. 〜ダ・カーポ〜 プラスコミュニケーション（文：岡崎いずみ、ファミ通文庫）
- 富士見書房刊
  - 斗姫 To-ki 花の章（文：吉岡平、富士見ファンタジア文庫）
- 集英社
  - ラブ★ゆう（文：七月隆文、スーパーダッシュ文庫）
  - 止まらないで自転車乙女（文：阿羅本景、スーパーダッシュ文庫）
  - 精霊医は勇者の変態を癒せるのか!?（文：神秋昌史、ダッシュエックス文庫）
- 一迅社
  - School Heart's 〜月と花火と約束と〜（文：伏見つかさ、みかづき紅月、内田竜宮丞、魎、一迅社文庫）
- メディアファクトリー
  - ツイてない!（中国語版）（文：三門鉄狼、MF文庫J）
  - 剣神の継承者（文：鏡遊、MF文庫J）
  - 血風の英雄伝承（文：鏡遊、MF文庫J）
- ソフトバンク クリエイティブ
  - 木崎くんと呼ばないで!（文：長物守、GA文庫）

### 漫画
- かなえてあげる!（ドラゴンエイジピュア〈富士見書房〉）

### ブラウザゲーム
- 千年戦争アイギス(DMMGAMES/テクノフロンス)

### 同人漫画
- サナリカ（設定・シナリオ・絵コンテ：高橋明可）

### 画集
- きらきら暦（2007年10月27日、一迅社）ISBN 978-4-7580-1087-0
- プリズムデイズ（2011年10月31日、アスキー・メディアワークス）ISBN 978-4-04-886047-5

### ムック
- 女の子が描くおんなのこ（2011年7月30日、学研パブリッシング）[5]

### その他
- 幸福駅観光PRキャラクター「みゆき」（幸福駅の駅神）・「めぐみ」（愛国駅の駅神）[23]。
- かぎなど5話エンドカード[24]
- バーチャルYouTuber「天空こはね」デザイン